# Pentium 4
Intel Pentium 4 — одноядерний мікропроцесор компанії Intel, що був представлений 20 листопада 2000 року. Він став першим мікропроцесором, в основі якого була принципово нова архітектура сьомого покоління (за класифікацією Intel) — NetBurst. Крім різних варіантів Pentium 4 до процесорів архітектури NetBurst відносяться двоядерні процесори Pentium D, а також деякі процесори Xeon, які призначені для серверів. Більш того, частина процесорів Celeron, призначених для систем нижнього цінового рівня, являють собою Pentium 4 з частково відключеним кешем другого рівня.
Виробництво процесорів Pentium 4 було почате в 2000 році. З середини 2005 року почався їх поступовий перехід до нижньої цінової категорії. Їх місце зайняли двоядерні процесори Pentium D. 27 липня 2006 року з'явились перші процесори Core 2 Duo, що замінили процесори архітектури NetBurst, а вже 8 серпня 2007 року компанія Intel повідомила про початок дії програми стосовно зняття з виробництва всіх процесорів архітектури NetBurst.

## Northwood
7 січня 2002 компанією Intel були анонсовані процесори Pentium 4 на новому ядрі Northwood на основі ядра Willamette із збільшеним до ½ Мбайт об'ємом кеш-пам'яті другого рівня. Процесори на ядрі Northwood містили 55 млн транзисторів і вироблялися за новою 130 нм КМОН-технологією з мідними з'єднаннями. За рахунок використання нової технології виробництва вдалося значно скоротити площу кристала: кристал процесорів на ядрі Northwood ревізії B0 мав площу 146 мм², а в наступних ревізіях площа кристала зменшилася до 131 мм².
Тактова частота процесорів Pentium 4 на ядрі Northwood становила 1,6-3,4 ГГц, частота системної шини — 400, 533 або 800 МГц в залежності від моделі. Всі процесори на ядрі Northwood випускалися в корпусі типу FC-mPGA2 і призначалися для установки в системні плати з роз'ємом Socket 478, напруга ядра цих процесорів становило 1,475-1,55 В залежно від моделі, а максимальне тепловиділення — 134 Вт на частоті 3,4 ГГц.
14 листопада 2002 був представлений процесор Pentium 4 з тактовою частотою 3066 МГц, що підтримує технологію віртуальної багатоядерності — Hyper-Threading. Цей процесор виявився єдиним настільним процесором на ядрі Northwood з частотою системної шини 533 МГц, що підтримував технологію Hyper-Threading. Надалі цю технологію підтримували всі процесори з частотою системної шини 800 МГц (2,4-3,4 ГГц).

## Prescott
2 лютого 2004 компанією Intel були анонсовані перші процесори Pentium 4 на ядрі Prescott. Вперше з моменту своєї появи архітектура NetBurst зазнала значних змін.
Основною відмінністю ядра Prescott від попередників був подовжений з 20 до 31 стадії конвеєр. Це дозволило збільшити частотний потенціал процесорів Pentium 4, однак могло призводити до більш серйозних втрат продуктивності при помилці передбачення переходів. У зв'язку з цим ядро Prescott отримало вдосконалений блок передбачення переходів, що дозволив значно скоротити кількість помилок передбачення. Крім того, було модернізовано ALU, зокрема, був доданий блок цілочисельного множення який був відсутній в процесорах на ядрах Willamette і Northwood. Кеш даних першого рівня був збільшений з 8 до 16 Кбайт, а кеш другого рівня — з 512 Кбайт до 1 Мбайт.
Тактова частота процесорів Pentium 4 на ядрі Prescott становила 2,4-3,8 ГГц, частота системної шини — 533 або 800 МГц в залежності від моделі. При цьому в настільних процесорах з тактовою частотою нижче 2,8 ГГц була відключена підтримка технології Hyper-threading. Спочатку процесори на ядрі Prescott випускалися в корпусі типу FC-mPGA2 (Socket 478), а потім — у корпусі типу FC-LGA4 (LGA775). Процесори містили 125 млн транзисторів, вироблялися по 90 нм технології КМОН з використанням напруженого кремнію (en: strained silicon), площа кристала становила 112 мм², напруга ядра — 1,4-1,425 В залежно від моделі.
Незважаючи на те, що процесори на ядрі Prescott вироблялися за новою 90 нм технологією, домогтися зниження тепловиділення не вдалося: так, наприклад, Pentium 4 3000 на ядрі Northwood мав типове тепловиділення 81,9 Вт, а Pentium 4 3000E на ядрі Prescott в корпусі типу FC-mPGA2 — 89 Вт. Максимальне тепловиділення процесорів Pentium 4 на ядрі Prescott становило 151,13 Вт на частоті 3,8 ГГц.
Процесори Pentium 4 на ядрі Prescott отримали підтримку нового додаткового набору команд — SSE3, а також підтримку технології EM64T (у ранніх процесорах підтримка 64-бітових розширень була відключена). Крім того, була оптимізована технологія Hyper-Threading (зокрема, в набір SSE3 увійшли інструкції, призначені для синхронізації потоків).
У результаті змін, внесених в архітектуру NetBurst, продуктивність процесорів на ядрі Prescott змінилася в порівнянні з процесорами на ядрі Northwood, що мають рівну частоту, таким чином: у однопоточних програмах, що використовують інструкції x87, MMX, SSE і SSE2, процесори на ядрі Prescott виявлялися повільніше, ніж попередники, а у програмах, що використовують багатопоточність або чутливих до об'єму кеш-пам'яті другого рівня, випереджали їх.
20 лютого 2005 компанією Intel були представлені процесори Pentium 4 на модернізованому ядрі Prescott. Це ядро відрізнялося від попередника лише збільшеним до 2 Мбайт об'ємом кеш-пам'яті другого рівня, тому отримало найменування Prescott 2M. Кількість транзисторів у процесорах на новому ядрі збільшилася до 169 млн, площа кристала — до 135 мм², а напруга ядра не змінилася в порівнянні з процесорами на ядрі Prescott.
Всі процесори на ядрі Prescott 2M випускалися в корпусі типу FC-LGA4, мали частоту системної шини 800 МГц (окрім моделі Extreme Edition 3.73GHz у якої частота шини 1066 МГц), підтримували технології Hyper-threading і EM64T. Тактова частота процесорів Pentium 4 на ядрі Prescott 2M становила 3-3,8 ГГц.

## Cedar Mill
16 січня 2006 компанією Intel були представлені процесори на ядрі Cedar Mill. Cedar Mill стало останнім ядром що використовувалося в процесорах Pentium 4. Воно являло собою аналогічне до Prescott 2M ядро але вироблене за новішим, більш "тонким" техпроцесом — 65 нм. Застосування 65 нм технології дозволило зменшити площу кристала до 81 мм².
Існувало чотири моделі процесорів Pentium 4 на ядрі Cedar Mill: 631 (3 ГГц), 641 (3,2 ГГц), 651 (3,4 ГГц), 661 (3,6 ГГц). Всі вони працювали з частотою системної шини 800 МГц, призначалися для установки в системні плати з роз'ємом LGA775, підтримували технологію Hyper-Threading, EM64T, XD-bit, а в останніх ревізіях C1/D0 з'явилися ще й енергозберігаючі EIST, С1Е і технологія захисту від перегріву ТМ2. Напруга живлення цих процесорів була в межах 1,2-1,3375 В, параметр TDP становив 86 Вт для процесорів степпінгів B1 і C1, в ревізії D0 цей показник вдалося зменшити до 65 Вт.
Ядро Cedar Mill також лежало в основі двоядерних процесорів Pentium D на ядрі Presler, які мали не один монолітний кристал, а два кристала аналогічних тим, які використовувалися в процесорах Pentium 4, розташованих на підкладці і закритих теплорозподільною кришкою.
Процесори Pentium 4 на ядрі Cedar Mill випускалися до 8 серпня 2007 року, коли компанія Intel оголосила про зняття з виробництва всіх процесорів архітектури NetBurst.